# Herren

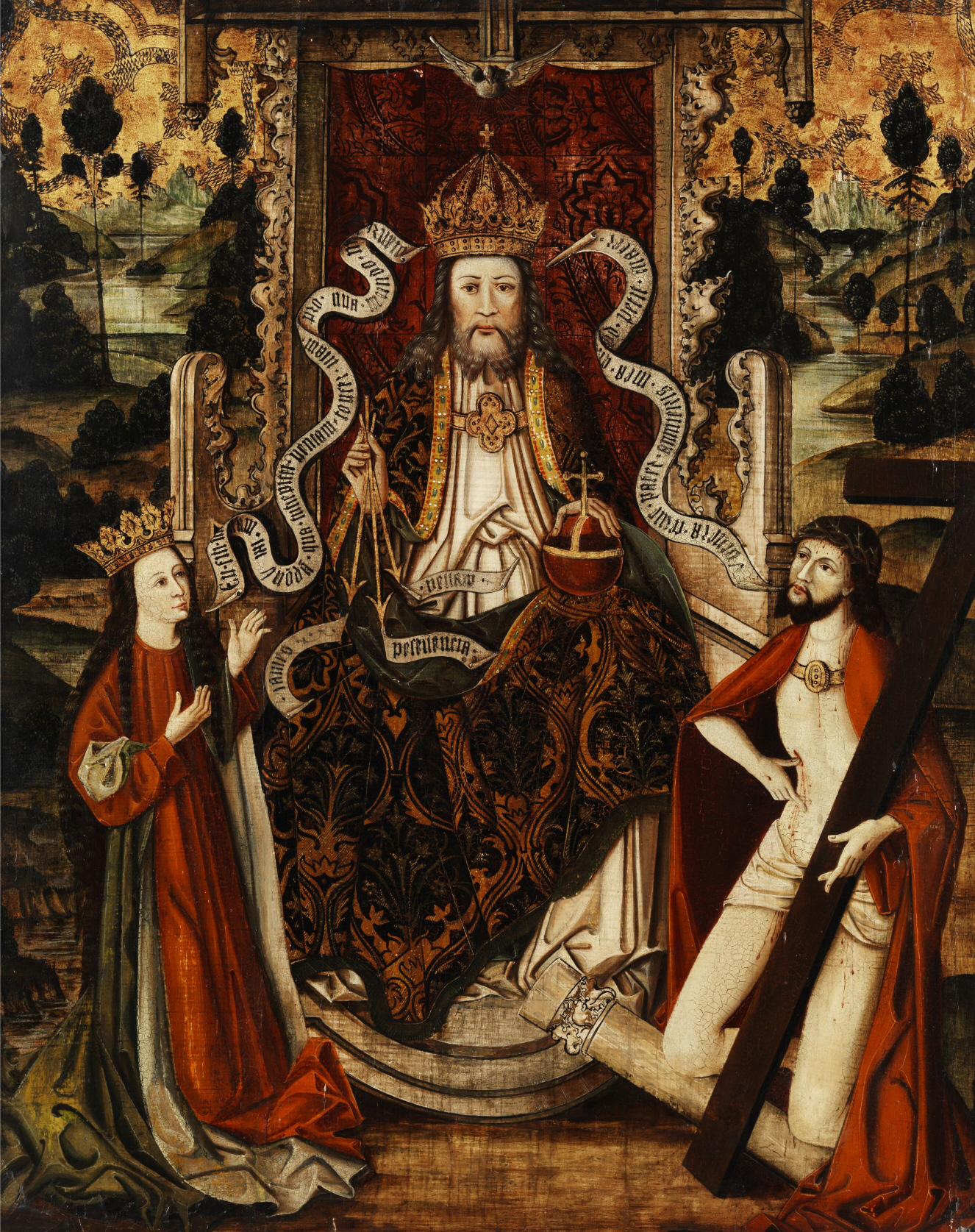
Ordet Herren har betydelsen "härskaren". Målning från 1400-talet med Fadern på tronen, Jungfru Maria och Kristus.

Herren är en i Bibel- och psalmtexter vanligt förekommande synonym för Gud.
Orden "Herren” (i äldre svenska med betydelsen, överordnad förnäm person, "härskaren"), har sedan gammalt använts i Bibelöversättningar.
I svenska Bibelöversättningar av Gamla Testamentet är "Herren" en ersättning av det hebreiska gudsnamnet יהוה JHWH; möjligt uttal: Jehova) eller אֲדֹנָי (Adhonai). I Nya Testamentet är det en översättning av det grekiska Κύριος, Kyrios.
I 1695 års psalmbok stavas det med två inledande versala bokstäver (HErren).

## Herren i andra religioner
"Herren" har använts i översättning av beteckningen för gudar från andra traditioner, samtidigt som vissa gudars namn ibland haft betydelsen "Herren":
- Hinduism: I indisk tradition används ofta Ishvara, med betydelsen "Herren", för den heliga treenigheten av Brahma, Vishnu, and Shiva.
- Buddhism: Buddha.
- Jainism: Mahavira.
- Semitiska religioner: Flera gudar betecknas som “Herren”, exempelvis: 
  - Baal, Hadad.
  - Bel, Marduk.
  - Enki och Enlil.
  - JHWH, Tetragrammaton.
- Islam: Herren används ofta för att översätta den arabiska termen rabb, som används om Gud.[2]
- Frej, ordet betyder "Herren”.
- Antik grekisk religion: Adonis uppfattas ibland vara grundat på Adonai.
- Wicca: Ofta refereras till 'The Lord' eller 'The Lady', ibland i kombination, 'Lord and Lady'.